# Oldsmobile Bravada
L'Odsmobile Bravada est un véhicule tout-terrain produit par le  constructeur automobile américain Oldsmobile de 1991 à 2004. Les première et seconde versions sont basées sur le Chevrolet S-10 Blazer et le troisième est un clone du Buick Rainier, qui fut son successeur et aussi le Saab 9-7X.